# Utternäbbmöss
Utternäbbmöss (Potamogalinae) är en underfamilj i familjen tanrekar. Dessa djur är väl anpassade till ett liv i vatten och är oftast aktiva på natten. Utternäbbmössen är de enda medlemmarna i tanrekfamiljen som förekommer naturligt utanför Madagaskar. I underfamiljen finns två släkten med tillsammans tre arter.

## Utseende
Namnet förtydligar däremot att utternäbbmöss liknar uttrar i utseende. Kroppen är lång och smal. Pälsen är till största delen brun, men vitaktig på undersidan och består av en tät underull och grövre täckhår. Ögon och öron är små och näsborrarna är slutna under vatten. Svansen är från sidorna tillplattad och används till att simma. De korta extremiteterna som med undantag av hos M. ruwenzorii saknar simhud, hålls tätt intill kroppen vid simning. På land är dessa djur hälgångare. Potamogale velox har som vuxen en kroppslängd på 30 till 35 cm och en svanslängd på upp till 29 cm. Arter i släktet Micropotamogale är med en längd av 22 till 30 cm lite mindre och med en vikt av cirka 135 gram tydlig lättare.

## Utbredning
Utternäbbmöss lever i mellersta och södra Afrika, deras utbredningsområde sträcker sig från Guinea och Kongo-Kinshasa till Zambia och Angola. Deras habitat är regnskogar och bergsregioner upp till 1800 meter med sjöar, floder eller träsk.

### Status
Utternäbbmössen hotas framför allt av skogsavverkning i livsmiljön och försämrad vattenkvalitet på grund av byggverksamhet. Dessutom jagas de för pälsens skull och fastnar ibland i fisknät. IUCN listar arten M. lamottei som starkt hotad. Den lever i ett begränsat område som minskas ytterligare genom gruvdrift. För de två andra arterna är populationen jämförelsevis stabil.

## Levnadssätt
Utternäbbmöss simmar snabbt och bra. De tillbringar dygnets ljusa timmar i hålor fodrade med gräs och löv och födosöker nattetid. Utanför parningstid lever de ensamma.
Stora utternäbbmöss livnär sig huvudsakligen av krabbor, men även av fisk och groddjur. De mindre utternäbbmössens föda utgörs av insektslarver, fisk, blötdjur och mindre grodor. Byten som fångas i vatten förtärs på land.
Man vet inte så mycket om arternas sätt att föröka sig. Större utternäbbmöss har två bröstvårtor och föder oftast tvillingar. Mindre utternäbbmöss har fyra bröstvårtor.

## Systematik
Trots namnet är utternäbbmössen inte släkt med uttrar och inte heller med näbbmöss.
Släkten och arter:
- Potamogale
  - Utternäbbmus (P. velox)
- Micropotamogale
  - Micropotamogale ruwenzorii
  - Micropotamogale lamottei

### Webbkällor
- artikeln är huvudsakligen en översättning av motsvarande artikel på tyskspråkiga Wikipedia.
  - där anges som källa: Ronald M. Nowak: Walker's Mammals of the World. The Johns Hopkins University Press, Baltimore 1999, ISBN 0-8018-5789-9.